# A・D・フラワーズ
A・D・フラワーズ（A. D. Flowers, 1917年2月22日 - 2001年7月1日）は、アメリカ合衆国の特殊効果アーティストである。アカデミー賞特殊視覚効果賞を獲得した『トラ・トラ・トラ!』の他、『ゴッドファーザー』や『地獄の黙示録』などへの参加でも知られる。
テキサス州で生まれ、オクラホマ州で育つ。高校卒業はカリフォルニア州に移り、MGMスタジオに就職する。太平洋戦争中は海軍に所属し、退役後はハリウッドで映画の仕事に戻る。84歳の時に肺気腫と肺炎の合併症で亡くなる。

## 受賞とノミネート
| 賞           | 年   | 部門           | 作品名                     | 結果       |
| ------------ | ---- | -------------- | -------------------------- | ---------- |
| アカデミー賞 | 1970 | 特殊視覚効果賞 | トラ・トラ・トラ!          | 受賞       |
| アカデミー賞 | 1972 | 特別業績賞     | ポセイドン・アドベンチャー | 受賞       |
| アカデミー賞 | 1979 | 視覚効果賞     | 1941                       | ノミネート |